# Ufficio stampa
L'ufficio stampa è l'organo che diffonde notizie per conto di aziende, organizzazioni ed enti pubblici. La funzione di un ufficio stampa è prettamente giornalistica, pertanto non va confusa con l'attività di "relazioni con i media". Le note ufficiali redatte da un ufficio stampa sono chiamate comunicati stampa.

## Addetto stampa
La figura principale dell'ufficio stampa è l'addetto stampa. Egli agisce a nome dell'organismo per cui lavora su tutti i temi che comprendono la comunicazione con l'esterno e, nel campo della Pubblica amministrazione, la comunicazione istituzionale.
L'addetto stampa fornisce informazioni ai media, quali gli eventi pubblici imminenti, le opportunità di intervista e le date promozionali e, nella Pubblica amministrazione, le realizzazioni e i provvedimenti emanati. 
Mentre tradizionalmente gli addetti stampa hanno operato nella stampa e nella televisione, oggi devono essere preparati ad utilizzare anche i nuovi media, quali: social network, blog, newsletter, e le nuove tecnologie, come il podcast.

## Normative

### Italia
In Italia tutti coloro che operano in un ufficio stampa sono tenuti ad osservare le norme deontologiche fissate dalla legge che regola la professione giornalistica, oltre al «Testo unico dei doveri del giornalista». Non è obbligatorio essere giornalisti per lavorare in un ufficio stampa di aziende private. Va però rilevato che si può incorrere nel reato di "esercizio abusivo della professione giornalistica", previsto dall'articolo 348 del Codice penale.
L'associazione di categoria degli addetti stampa è il "Gruppo Uffici Stampa" (GUS) della FNSI.

#### Uffici stampa pubblici
La legge n. 150/2000 regola l'attività degli uffici stampa della Pubblica amministrazione. Essi curano la comunicazione istituzionale con i mezzi d'informazione (così come l'Ufficio per le relazioni con il pubblico gestisce i rapporti di comunicazione con i cittadini). Il personale che vi opera deve agire in conformità con due principi fondamentali contenuti nella legge: il diritto dei cittadini ad essere informati e il diritto/dovere delle istituzioni pubbliche di informare. Per legge, l'addetto stampa nella Pubblica Amministrazione deve essere iscritto all'Albo dei giornalisti. Il giornalista degli Uffici stampa, secondo l'Ordine dei giornalisti, "non può assumere, nell'arco di vigenza del rapporto di lavoro, collaborazioni, incarichi o responsabilità in conflitto con la sua funzione di imparziale ed attendibile operatore dell’informazione".
Le Province italiane nel 2017 hanno costituito una rete degli uffici stampa a livello nazionale.
I nuovi contratti collettivi di lavoro del pubblico impiego (Funzioni centrali, Autonomie locali, Sanità) siglati nel 2018, hanno introdotto la figura del "giornalista pubblico", considerato funzionario categoria "D", per il quale è previsto il diploma di laurea.

#### Il portavoce
L'art. 7 della legge n. 150 del 2000 introduce una figura professionale relativamente nuova: quella del portavoce dell'organo di vertice dell'amministrazione, che è quel "soggetto legato da un rapporto fiduciario con l'organo che egli rappresenta - può anche essere esterno all'amministrazione - e si occupa dei rapporti politico-istituzionali con gli altri organi d'informazione nei settori radiotelevisivo, del giornalismo, stampa e pubbliche relazioni".
Nella Direttiva della Presidenza del Consiglio dei Ministri del 7 febbraio 2002 si legge che il portavoce "sviluppa un'attività di relazione con gli organi di informazione, in stretto collegamento ed alle dipendenze del vertice pro tempore delle amministrazioni stesse". Può anche non essere iscritto all'Ordine dei giornalisti, e per questo non può svolgere compiti propri dell'addetto stampa.

## Rapporto con la giurisdizione
Nelle «linee guida del Consiglio superiore della magistratura», adottate dal plenum con la delibera dell'11 luglio 2018, l'istituzione di uffici stampa in seno a procure e tribunali e corti, declinata nelle modalità dei comunicati stampa o delle conferenze stampa, è raccomandata quale strumento principale con il quale dare attuazione alla condivisa necessità di comunicare notizie legate alle attività di indagine e giudiziarie in genere.

## Sindacato
Il sindacato unitario dei giornalisti, la FNSI, riunisce i propri iscritti del settore in un apposito gruppo di specializzazione, chiamato GUS - Gruppo Giornalisti Uffici Stampa.